# Jiří Fukač
Jiří Fukač ( 15. januar 1936 i Znojmo – 22. november 2002 i Brno ) var en tjekkisk universitetsprofessor i musikvidenskab.
Jiří Fukač blev født i en kunstelskende familie, hvor hans far Josef var amatørmusiker og maler og hans mor Anděla pianist og musiklærer. Fra en tidlig alder har han optrådt i offentlighed som pianist og lejlighedsvis også som dirigent eller korleder.
Under sine universitetsstudier i musikvidenskab ved Masaryk Universitet (1954-1959) var hans pædagoger Jan Racek og Bohumír Štědroň. Han arbejdede som adjunkt i musikvidenskabsafdelingen ved det daværende Jan Evangelista Purkyně Universitet (1961), hvor han bidrog til etableringen af International Musicology Colloquium. I årene 1963-1967 arbejdede han i Sammenslutningen af tjekkoslovakiske komponister og startede månedsbladet Opus musicum, hvoraf han var den første chefredaktør (1969-1970).
Allerede under sine studier (færdiguddannet 1959, PhDr. 1967) arbejdede han i redaktionerne for aviserne Mladá fronta og Rovnost og blev redaktør af universitetsmagasinet U (1961).
Efter Sovjets invasion af Tjekkoslovakiet i 1968 måtte han ikke undervise og publicere. Som følge af den politiske omvæltning i november 1989 påbegyndte han igen sin offentlige virke. Som led i rehabilitering blev han udnævnt til lektor (1990), videnskabskandidat (1991) og professor (1994). I 1998 blev han prorektor for Masaryk Universitet i Brno.
Med sin undervisning og sine faglige og menneskelige holdninger prægede han fundamentalt flere musikvidenskabelige generationer i Brno, og takket være sine kontakter til en række europæiske musikvidenskabelige arbejdspladser blev Brnos musikvidenskab bredt kendt internationalt. Han var også aktiv inden for populariseringsområdet - både som musikanmelder, som musik skribent for radio og efter 1989 også som vært i flere musik tv-programmer.
Han var aktiv ved grundlægning af en række konferencer, kongresser og festivaler, herunder regelmæssige Brno-musikfestivaler og musikologiske kollokvier, og var aktiv i en række musik organisationer (Union of Czechoslovak Composers, Association of Music Artists og Forskere, samt medstifter af det tjekkiske musikråd, formand for International Leoš Janáčka Society osv.).
Han modtog en række anerkendelser for sine forskellige aktiviteter: Czech Music Fund Award (1992), Masaryk University Rector's Award (1998), Award for Tjekkisk-Tysk forståelse (1998), Jubilee Janáček Medal in Memoriam (2004) .
Han døde den 22. November 2002 og er begravet på den centrale kirkegård i Brno.
.

## Publikationer[3]
Om studiet af musikvidenskab (Prag 1964).
- Fukač, Jiří: Pojmoslovie hudobnej komunikácie (Nitra 1983,1986)..
- Pojmoslovje glasbene komunikacije (Ljubljana 1989)
- Mýtus a skutečnost hudby. Traktát o dobrodružstvích a oklikách poznání (Praha 1989).
- Pojmosloví hudební komunikace (Brno 1991).
- Das Begriffssystem der musikalischen Kommunikation (Wien - Köln - Weimar 1994).
- Hudební estetika jako konkretizace obecné estetiky a muzikologická disciplína (Brno 1998, 2001).
- Fukač, Jiří – Mokrý, Ladislav: Die Musiksoziologie in der Tschechoslowakei (Prag 1967).
- Fukač, Jiří – Poledňák, Ivan: Hudba a její pojmoslovný systém. Otázky stratifikace a taxonomie hudby (Studie ČSAV č. 14, 1981, Praha 1981).
- Lébl, Vladimír – Poledňák, Ivan (ed.): Hudební věda I. – III. Historie a teorie oboru, jeho světový a český vývoj (Praha 1988).
- Fukač, Jiří – Vereš, Jozef: Hudobná pedagogika (Nitra 1988,1989).
- Fukač, Jiří – Jiránek, Jaroslav – Poledňák, Ivan – Volek, Jaroslav: Základy hudební sémiotiky I. – III. (Brno 1992).
- Poledňák, Ivan – Fukač, Jiří: Úvod do studia hudební vědy (Olomouc 2005, 2001, 1995).
- Fukač, Jiří – Vysloužil, Jiří – Macek, Petr (ed.): Slovník české hudební kultury (Praha 1997).
- Fukač, Jiří a kolektiv: Hudba a média. Rukověť muzikologa (Brno 1998).
- Fukač, Jiří – Vereš, Jozef – Tesař, Stanislav: Hudební pedagogika. Koncepce a aplikace hudebně výchovných idejí v minulosti a přítomnosti (Brno 2000).
- Fukač, Jiří – Macek, Petr – Bek, Mikuláš: Úvod do uměnovědných studií. Elektronický učební text a čítanka (Brno 2003. www.phil.muni.cz/music).

## Links

### eksterne links
- |  | Wikimedia Commons har medier relateret til: Jiří Fukač |